# 節拍器

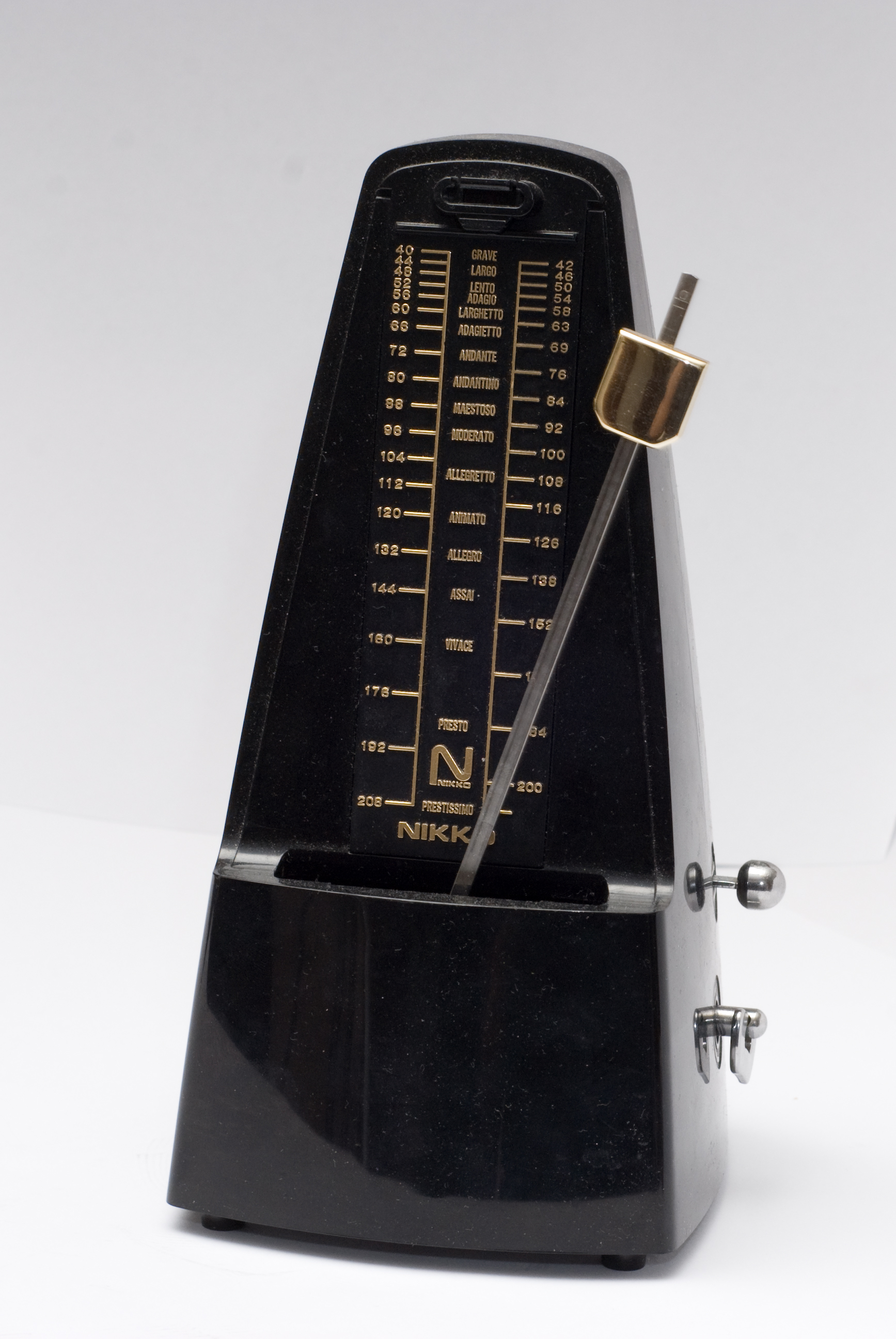
發條式節拍器

節拍器（Metronome），又叫拍子機，是一種能規律發出聲音或視覺效果來顯示節拍的器材，通常用來提供一個穩定的節拍和速度；音樂上以每分鐘幾拍（Beats Per Minute，BPM）來計算速度。

## 歷史
節拍器是在1812年由來自阿姆斯特丹的德里希·尼古拉斯·溫克爾所發明。
節拍器的英文是在1815年第一次出現，由希臘文而來：
metro = measure （衡量），nomos = regulating （規律化的）

## 種類
節拍器的種類包括發條式節拍器、电子节拍器和软件节拍器。而大多數的現代音樂家則使用電子節拍器，其中有些提供調音功能。软件节拍器是電腦及手機等裝置的應用程式。

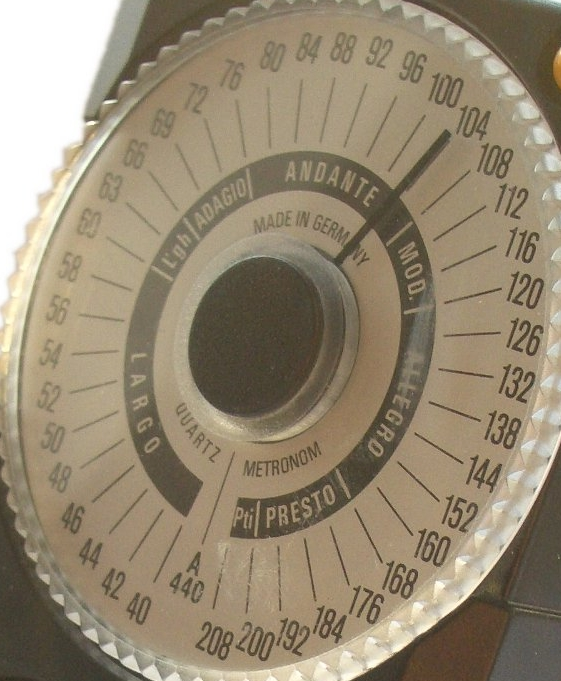
「Wittner」樣式的電子節拍器，旋轉轉盤將指針調校到需要的bpm上使用。注意內環黑底白字的義大利語速度用詞是作了非單一bpm值定義。
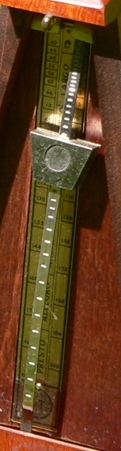
Seth Thomas」樣式，傳統機械彈簧式的節拍器。